# Gare de Labergement-Sainte-Marie
Gare de Labergement-Sainte-Marie – przystanek kolejowy w Labergement-Sainte-Marie, w departamencie Doubs, w regionie Burgundia-Franche-Comté, we Francji.
Jest przystankiem kolejowym Société nationale des chemins de fer français (SNCF). Przystanek został ponownie otwarty 13 grudnia 2013.